# Миллс, Пабло
Пабло Симеон Исмаэль Миллс (англ. Pablo Simeon Ishmael Mills; 27 мая 1984, Бирмингем, Англия) — английский футболист, играющий на позиции полузащитника и защитника. Известен по выступлениям за «Ротерем Юнайтед» и «Кроли Таун».

## Карьера
Миллс присоединился к «Дерби Каунти» в 14 лет, став игроков основы в 18 лет. В начале своей карьеры он играл в «Дерби» на позиции центрального защитника. Всего Миллс сыграл за быков 64 игры; в кубке и чемпионате. За это время он побывал в двух арендах: в «Милтон-Кинс Донс», за который он забил два мяча, в кубке «Колчестер Юнайтед» и в чемпионате «Суонси Сити», а также в «Уолсолле». В 2006 год, летом, он присоединился к клубу «Ротерем Юнайтед», также играя на позиции защитника.
Вскоре, Пабло набрал вес и вернулся к тренировкам к тренировкам в сезоне 2007/08, отправившись в аренду в «Кроли Таун», играющей в национальном дивизионе, 24 августа 2007 года, чтобы восстановить свою пригодность. Соглашение было подписано сроком до октября, и во время игры за «Кроли», Пабло играл на позиции полузащитника, и забил один гол.